# 上間政彦
上間 政彦（うえま まさひこ、1960年1月17日-）は、日本のサッカー指導者。天理大学卒業。2001年にS級ライセンスを取得。

## 経歴
1983年に教師として奈良育英高等学校に赴任。同時にサッカー部監督に就任した。これまでサッカー日本代表となる楢﨑正剛、柳本啓成をはじめとし、多数のJリーガーを送り出した。楢﨑が3年、中谷勇介、矢部次郎、東幸一が1年次に在籍していた1994年の第73回全国高校サッカー選手権大会では3位という成績を残している。
また、奈良県トレーニングセンターの設立や、プリンスリーグの前身である「U-18関西リーグ」設立の際には中心的役割を果たす等、関西地区のユース年代育成にも貢献した。
現在は奈良育英の校長を務めており、現場の指導に時間を割けなくなった事が、近年の奈良育英低迷の一因であるといわれている。
2017年8月、自身が監督を務める奈良育英高等学校にて体罰が発覚。校長職を辞職した。

## 指導歴
- 奈良育英高等学校：監督　（1983年-現在）
- U-17日本代表：コーチ　　(2008.1-2)

## エピソード
- 上間は香芝市在住であり、徒歩5分ほどの場所に楢﨑の実家がある。高校時代の楢﨑は、上間と会わない事を祈って生活していた。